# Eurobonus
EuroBonus är Scandinavian Airlines (SAS) flygbonusprogram, som även används av Widerøe.
Inom Eurobonus-programmet kan medlemmarna tjäna poäng på sina flygresor med SAS, Widerøe, alla Star Alliance-bolag samt övriga partnerflygbolag, och lösa in dessa poäng i form av flygresor. Poäng kan också tjänas in via vissa kreditkort och via inköp hos partnerföretag. Poängen kan även lösas in i form av tillgång till flygplatslounger, uppgradering av flygresor till högre kabinklass, hotellövernattningar och köp av vissa produkter.
Eurobonus har fem medlemsnivåer: Medlem, Silver, Guld, Diamant och Pandion. Medlemskap på nivåerna Silver, Guld och Diamant baseras på antal intjänade poäng under föregående år. Medlemskap på nivån Pandion beslutas av SAS vd baserat på icke publicerade kriterier. Medlemskap på nivån Silver och högre ger även förmåner hos andra Star Alliance-bolag.
Eurobonus hade över 7 miljoner medlemmar 2022, och SAS värderade de innestående Eurobonuspoängen per 31 oktober 2022 till 1564 miljoner kronor. Eurobonus uppnådde en miljon medlemmar i Sverige i maj 2014 och då fanns det totalt knappt 3,4 miljoner medlemmar, varav knappt en miljon i Norge, drygt 600 000 i Danmark och drygt 700 000 i övriga länder.

## Byte av allians
Den 31 augusti 2024 kommer SAS att lämna Star Alliance och bli en del av SkyTeam. I samband därmed så ändras vilka flygbolag utöver SAS som Eurobonus-medlemmar kan tjäna och utnyttja poäng hos.

## Övriga flygbolagspartner
Utöver SAS och Widerøe kan Eurobonus användas hos:
- Övriga 25 flygbolag i Star Alliance
- Etihad (med begränsningar i intjäning och uttag av poäng i jämförelse med Star Alliance-bolag)

### Tidigare partner
- Air Greenland (partnerskapet upphörde 1 januari 2010)[7]
- Airbaltic (partnerskapet upphörde 25 mars 2017)[8]
- Atlantic Airways (partnerskapet upphörde 25 mars 2017)[8]
- Air Botnia, senare Blue1 (från 1998 till 2015, då Blue1 såldes till CityJet)
- City Airline (gick upp i Skyways 2011)
- Estonian Air (från 1999[9] till konkursen 2015)
- Icelandair (partnerskapet upphörde 2006)
- Skyways (gick i konkurs 2012)

## Historik
Eurobonus lanserades 27 april 1992. Vid denna tidpunkt lanserade flera stora europeiska flygbolag bonusprogram med anledning av att flygmarknaden avreglerades och de därför behövde anpassa sin marknadsföring. I USA, där avregleringen skett tidigare, hade de stora flygbolagen infört bonusprogram i början av 1980-talet och dessa utgjorde därför förebild för de europeiska flygbolagen.
Eurobonus hade en föregångare inom SAS i form av den mindre kundklubben Royal Viking Club, och guldnivån inom Eurobonus kallades inledningsvis Eurobonus RVC Guld, där RVC stod för Royal Viking Club.
När Star Alliance bildades 1997 blev det möjligt att tjäna in Eurobonus-poäng på övriga flygbolag inom alliansen, samtidigt som det blev möjligt att tjäna poäng på SAS-flygningar till andra Star Alliance-flygbolags bonusprogram.
Efter att SAS köpt Braathens i slutet av 2001 överfördes medlemskapen och poängen i Braathens bonusprogram Wings till Eurobonus under 2002.
I april 2014 genomfördes flera förändringar av Eurobonus, bland annat infördes diamant som en nivå ovanför guld.
När SAS hade akuta ekonomiska problem 2012 förekom uppgifter om att SAS planerade att sälja Eurobonusprogrammet, men så blev inte fallet. 2017 uppgav SAS vd att Eurobonus skulle placeras i ett eget bolag och på sikt skulle kunna delägas av externa investerare. I oktober 2020 överfördes Eurobonusprogrammet slutligen till ett separat företag inom SAS-koncernen, SAS Eurobonus AB.

### Begränsningar inom inrikestrafik i Sverige 2001-2009 och Norge 2002-2013
I september 1998 klagade Braathens Sverige till Konkurrensverket och menade att SAS missbrukat sin dominerande ställning på marknaden för inrikesflyg i Sverige. Konkurrensverket inledde en egen granskning av SAS och beslöt 12 november 1999 att inte fick tillämpa sitt Eurobonusprogram på de inrikeslinjerna där det fanns konkurrenter vid vite av 100 miljoner konor. SAS överklagade till Marknadsdomstolen som i februari 2001 avkunnade en dom som i huvudsak gick på Konkurrensverkets linje och som innebar att SAS från 27 oktober 2001 inte fick tillämpa Eurobonusprogrammet på inrikes flyglinjer där SAS och deras samarbetspartners hade konkurrens, av befintliga eller tillkommande bolag, vid vite av 50 miljoner kronor Domen innebar även att Eurobonus-partnern Skyways påverkades och de flyglinjer som påverkades i samband med domen var Stockholm-Göteborg, Stockholm-Malmö och Stockholm-Ängelholm.
SAS köp av Braathens 2001 fick påverkan på Eurobonus i både Sverige och Norge. 2002 visade Malmö Aviation (som också varit del av Braathens) intresse för att gå med i Eurobonus, vilket gjorde att SAS planerade att återinföra Eurobonus-intjäning på de flesta inrikeslinjer i Sverige och hörde av sig till Konkurrensverket för en tolkning av den tidigare domen. I juni 2002 meddelade Konkurrensverket att Malmö Aviation fick ingå i programmet, men att poäng inte fick tjänas in som normalt på berörda inrikessträckor. Malmö Aviation kom därför inte att bli Eurobonus-partner utan startade 2003 ett eget bonusprogram.
Köpet av Braathens innebar att SAS i det närmaste fick monopol på inrikesflyg i Norge. Detta ledde till att Konkurransetilsynet beslöt att flygbonusprogram inte fick användas på inrikesflyg i Norge från 1 maj 2002 to 1 maj 2007. 2007 förnyades förbudet att gälla tills vidare.
I januari 2009 beslutade Konkurrensverket att domen från 2001 inte längre var tillämplig, mot bakgrund av ökad konkurrens på inrikesflygmarknaden i Sverige. SAS återinförde då Eurobonus-programmet på alla inrikeslinjer i Sverige.
I början av 2012 återinfördes Eurobonusprogrammet på ett begränsat antal inrikeslinjer i Norge efter att Konkurransetilsynet rekommenderat att så kunde ske. I juli 2012 meddelade Eftas övervakningsmyndighet (ESA) att de inledde en granskning av Norges förbud mot flygbonusprogram, vilket ESA menade stod i strid med reglerna för Europeiska ekonomiska samarbetsområdet (EES). 20 mars 2013 lämnade ESA sin slutliga opinion i frågan, och meddelade att förbudet var olagligt. Norges regering beslöt därför att avskaffa förbudet i maj 2013, även mot bakgrund av att konkurrensen på inrikesflyg i Norge hade förbättrats under de elva åren som förbudet funnits.